# Oreja de cerdo

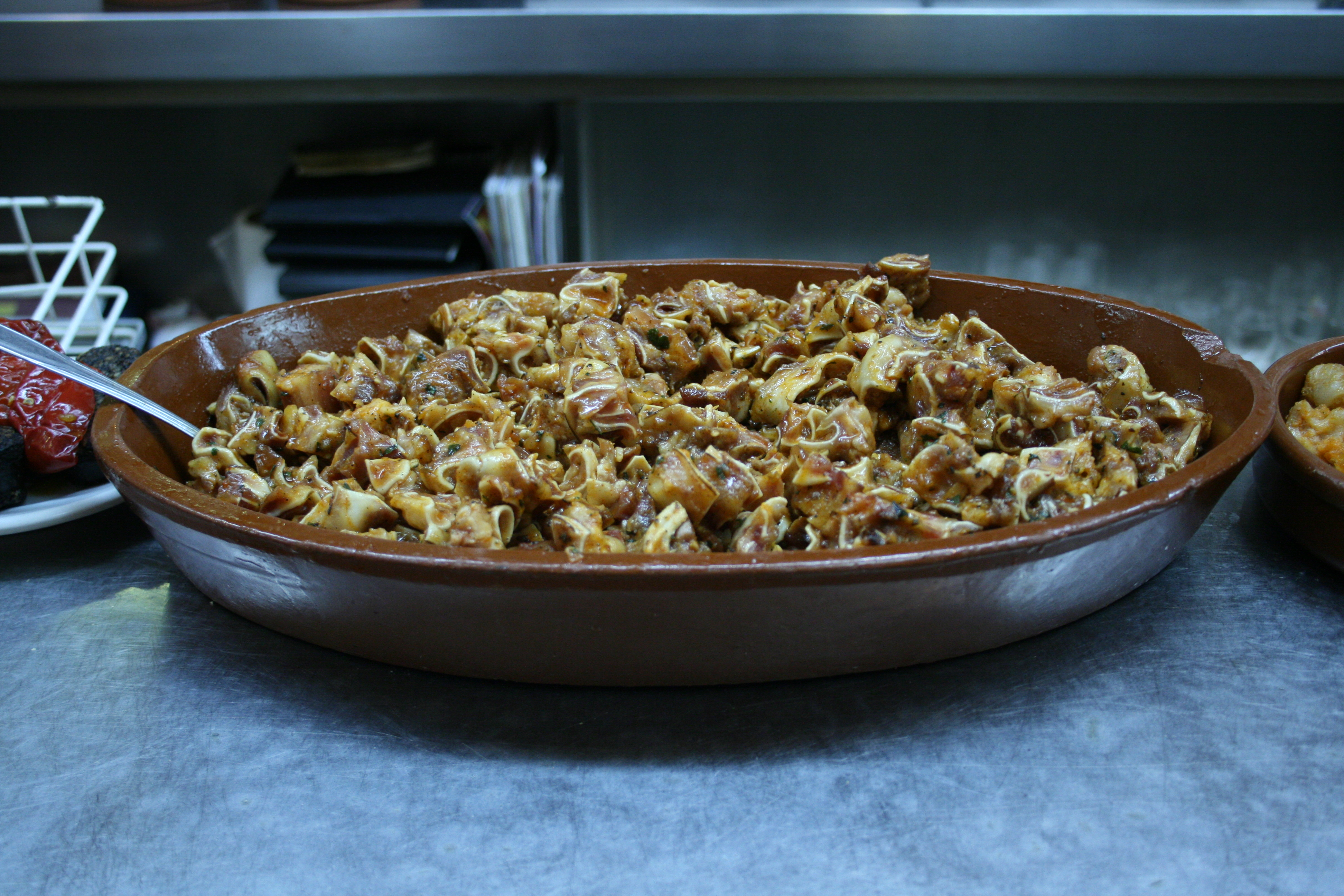
Fuente de barro con oreja.

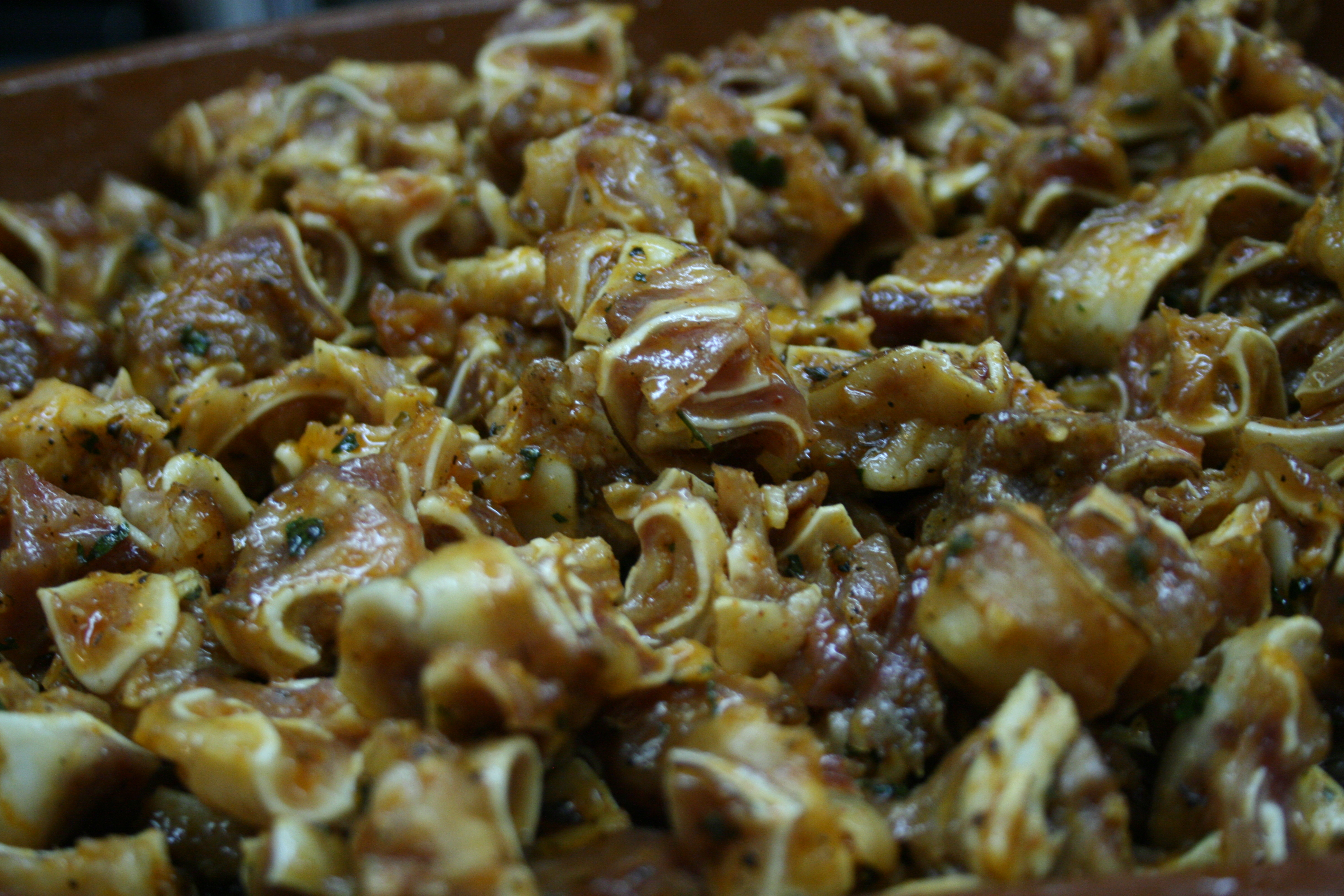
Vista de cerca de la oreja de cerdo cocinada.

La oreja de cerdo (o también en la cultura popular oreja a la plancha) es una especie de ración servida en los bares españoles que consiste en oreja de cerdo asada a la plancha. La oreja se pica en dados o tiras y se asa a la parrilla, suele haber dos versiones de oreja de cerdo: natural o adobo, ambas se asan a la parrilla y se caracterizan por su textura cartilaginosa, se acompañan generalmente de salsa picante. Suele acompañarse el asado con ajo y perejil bien picado ( en este caso se denomina "Oreja al ajillo"), o de una salsa picante rociada por encima tras salir de la plancha (en este caso es "oreja en salsa picante" e incluso "oreja brava"). 

## Servicio
Suele ser una ración muy típica en los bares y que se suele acompañar de una bebida que puede ser una cerveza (caña) o un vino (chato). Puede servirse sola o acompañada de otras raciones como: patatas bravas, una zorza, riñones al jerez, soldaditos de Pavía, etc . Existen algunos sitios especiales en la comunidad de Madrid en los que se sirven este plato mezclado con setas y beicon. Se considera más una ración que una tapa. Se suele acompañar de unas rodajas de limón para que se rocíe por encima de la ración.

## Variantes internacionales
La oreja de cerdo es cocinada a veces con otros ingredientes, generalmente legumbres, de esta forma si se cocina con alubias se tiene la olla podrida de Burgos. También suele formar parte del cocido gallego.

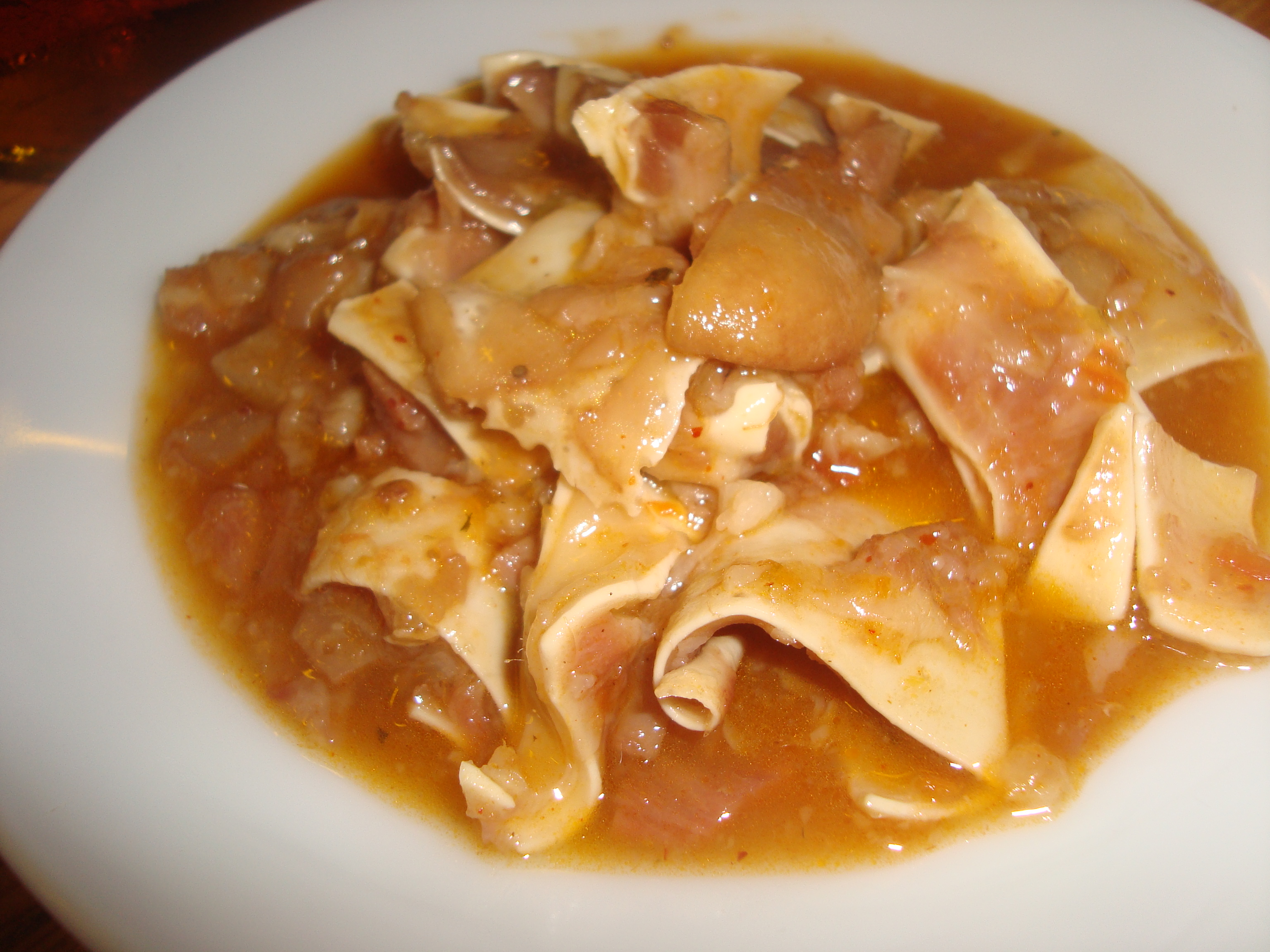
Oreja guisada (Castellón)

En la cocina china la oreja de cerdo se suele servir como aperitivo o como un plato de acompañamiento, denominado 豬耳朵 (pinyin: zhū ěr duo, la preparación es similar: primero se cuecen se cortan en tiras y se sirven con salsa de soja o especiadas con salsa picante, en China se pueden servir frías o calientes. En la cocina de Okinawa la oreja de cerdo se denomina mimigaa y se prepara con agua hervida o marinada con vinagre o en la forma de sashimi.